# Cantone di Lussan
Il Cantone di Lussan era una divisione amministrativa dell'arrondissement di Nîmes.
A seguito della riforma approvata con decreto del 24 febbraio 2014, che ha avuto attuazione dopo le elezioni dipartimentali del 2015, è stato soppresso.

## Composizione
Comprende i comuni di:
- La Bastide-d'Engras
- Belvézet
- La Bruguière
- Fons-sur-Lussan
- Fontarèches
- Lussan
- Pougnadoresse
- Saint-André-d'Olérargues
- Saint-Laurent-la-Vernède
- Saint-Marcel-de-Careiret
- Vallérargues
- Verfeuil